# Bierzwnik (jezioro)
Bierzwnik – jezioro na Pojezierzu Dobiegniewskim, położone w województwie zachodniopomorskim, w powiecie choszczeńskim, w gminie Bierzwnik, w obrębie Lasów Bierzwnickich. 

## Morfologia
Powierzchnia jeziora wynosi 202,93 ha. Jezioro ma wydłużony kształt i posiada liczne zatoki. Jego maksymalna długość wynosi 5815 m, a maksymalna szerokość 900 m. Długość linii brzegowej misy jeziora wynosi 13 150 m. Bierzwnik ma średnią głębokość równą 5,4 m, a maksymalna głębokość wynosi 12,4 m. Bierzwnik jest położony w zlewni rzeki Mierzęckiej Strugi na wysokości 69,0 m n.p.m. W środkowej części akwenu znajduje się wyspa, która jest porośnięta starodrzewiem sosnowo-dębowym. W celu jego ochrony w 1977 roku został na niej utworzony rezerwat przyrody Wyspa na Jeziorze Bierzwnik.

## Czystość wód
W 2001 roku miało miejsce badanie jakości wód w Bierzwniku, gdzie stwierdzono II klasę czystości wód przy II kategorii podatności na biodegradację. W roku 2011 badane elementy biologiczne (Indeks Fitoplanktonowy dla Polskich Jezior, Makrofitowy Indeks Stanu Ekologicznego, wskaźnik okrzemkowy IOJ) oceny osiągnęły I klasę, ale ze względu na klasyfikację warunków tlenowych stan ekologiczny wód jeziora początkowo oceniono jako dobry (II klasa), następnie jednak podniesiono ocenę do stanu bardzo dobrego (I klasa). Również stan chemiczny wód jezioro oceniono jako dobry. 

## Otoczenie
Na południowym brzegu jeziora leży kolonia Ostromęcko, przez które przechodzi droga lokalna. Ok. 2 km na wschód od jeziora znajduje się wieś Bierzwnik.